# Atia Koogo
Atia Koogo (11 aprile 1999) è un mezzofondista ghanese.

## Palmarès
| Anno | Manifestazione     | Sede     | Evento         | Risultato | Prestazione | Note |
| ---- | ------------------ | -------- | -------------- | --------- | ----------- | ---- |
| 2023 | Mondiali di cross  | Bathurst | Corsa seniores | 82º       | 34'27"      |      |
| 2024 | Giochi Panafricani | Accra    | Mezza maratona | 16º       | 1h12'14"    |      |